# Wolfgang Steinhilber
Wolfgang Steinhilber (* 4. April 1931 in Ludwigsburg; † 6. April 2009 in Berlin) war ein deutscher Kieferchirurg und Hochschullehrer in Tübingen und Berlin.

## Leben
Bis zur Mittleren Reife besuchte Steinhilber die Oberschule in Ludwigsburg. Von 1947 bis 1954 arbeitete er als Dentistenpraktikant und als Dentistenassistent. 1955 holte er das Abitur auf dem Schiller-Gymnasium in Ludwigsburg nach. Ab Sommersemester 1955 studierte er Medizin und Zahnmedizin an der Universität Tübingen. Er bestand am 22. November 1960 das Medizinische Staatsexamen und wurde am nächsten Tag zum Dr. med. promoviert. Am 12. April 1961 legte er auch die Zahnmedizinische Staatsprüfung ab und erlangte die Approbation als Zahnarzt. Nach der Medizinalassistentenzeit in Tübingen und Bochum wurde er am 31. März 1963 als Arzt approbiert.

### Werdegang
Am Knappschaftskrankenhaus in Bochum-Langendreer ausgebildet, wurde er am 5. April 1966 Facharzt für Kieferchirurgie. Danach war er Oberarzt und Wissenschaftlicher Assistent in Bochum, Düsseldorf und Tübingen, wo er am 21. Januar 1970 zum Dr. med. dent. promovierte und sich 1973  habilitierte. Für die Habilitationsschrift erhielt er 1973 den Martin-Waßmund-Preis der Deutschen Gesellschaft für Mund-, Kiefer- und Gesichtschirurgie.  Am 18. Oktober 1973 erhielt er die Venia legendi für Zahn-, Mund- und Kieferheilkunde. 1974 wurde er zum Wissenschaftlichen Oberassistenten, 1976 zum Leitenden Oberarzt und 1977 zum Akademischen Rat und Professor ernannt. Am 1. Juli 1977 wurde er zum Direktor der Abteilung Kieferchirurgie am Rudolf-Virchow-Klinikum Berlin berufen. Wegen gesundheitlicher Probleme ließ er sich 1989 von der klinischen Tätigkeit beurlauben und beteiligte sich bis 1995 an einer kieferchirurgischen Gemeinschaftspraxis mit Belegbetten in Hamm. Seine Lehrtätigkeit in Berlin führte er fort.

### Bundeswehr und Ehrenämter
Er meldete sich zur Bundeswehr und wurde als Oberstabsarzt in Bundeswehr-Krankenhäusern eingesetzt. Er war Vorstandsmitglied und Generalsekretär der Deutschen Gesellschaft für Mund-, Kiefer- und Gesichtschirurgie. Er engagierte sich für die Marfan-Hilfe, für den Medizinischen Dienst der Krankenversicherung Westfalen-Lippe und den Berufsverband. 1994 war er für CARE International in Zaire, wo er sich eine Malaria zuzog. Er engagierte sich im Amateurfunkdienst und im Bergsteigen.

### Paukarzt und Corpsstudent
Als früherer (nichtkorporierter) Paukarzt des Corps Rhenania Tübingen wurde er beim damals in Berlin ansässigen Corps Lusatia Leipzig annonciert. Auch dort Paukarzt, renoncierte der 46-jährige Lehrstuhlinhaber am 7. Juli 1979 bei Lusatia. Seit dem 5. Juli 1980 Corpsschleifenträger, wurde er am 13. April 1987 philistriert.